# Спаник, Габриэла
Габриэ́ла Эле́на Спа́ник Утре́ра (исп. Gabriela Elena Španić Utrera) — венесуэльская актриса, певица. Наиболее известная своими ролями в латиноамериканских теленовеллах, для русского зрителя, в частности, ролью близнецов Паолы Брачо и Паулины Мартинес в популярной мексиканской теленовелле «Узурпаторша».

## Биография
Родилась в Венесуэле 10 декабря 1973 года. Отец — хорват, переехавший со своими родителями в Венесуэлу в 1947 году, мать — англичанка, Норма Утрера, родившаяся в Лондоне.

## Карьера
В 1991 году начинает сниматься в теленовеллах в мелких ролях. В 1992 году начинается полноценная её кинокарьера. Она приняла участие в конкурсе красоты Мисс Венесуэла—1992, где стала мисс Венесуэлой штата, который представляла.
В 1993 году получает первую большую роль в венесуэльском сериале «Морена Клара», где ей досталась роль стервы Линды Прадо. Вплоть до 1997 года она снимается в венесуэльских теленовеллах, получая всё более серьёзные роли.

Кадр из теленовеллы «Узурпаторша»; обе героини Спаник. Слева-направо: Паола Брачо и Паулина Мартинес

В 1998 году заключает контракт с мексиканской телекомпанией по производству теленовелл «Телевиса». Первая же работа с телекомпанией в сериале «Узурпаторша», где ей пришлось исполнять две роли одновременно, приносит актрисе успех и всемирную славу. Теленовелла имела беспрецедентный успех как в Мексике (с ежедневным рейтингом 38.4), став культовой у себя на родине, так и во всём мире — сериал быстро распространился по миру, был показан в 125 странах мира и переведён более, чем на 25 языков. В США «Узурпаторша» стала самым рейтинговым сериалом своего жанра в истории американского телевидения и самой просматриваемой теленовеллой в истории телевидения в целом.
После успеха в «Узурпаторше» заключает контракт на съёмки в ещё нескольких теленовелл «Телевисы».
В 2005 году начинает музыкальную карьеру и выпускает свой первый альбом под названием «Gabriela Spanic — Total». Помимо съёмок в теленовеллах выпускает свою фитнесс-программу под лейблом «Warner Bros.». В 2006 году выпускает вторую часть своей фитнесс-программы..
В 2011 году заключила пятилетний контракт с мексиканской телекомпанией «TV Azteca».
В 2012 году отправляется в тур по крупным городам Бразилии в поддержку своего нового альбома «En Carne Viva». В альбом вошло 11 треков, в том числе кавер-версия заглавного саундтрека к «Узурпаторше» под одноимённым названием «La usurpadora».

## Личная жизнь
У Габриэлы Спаник есть сестра-близнец — Даниэла Спаник, которая является актрисой-моделью. Помимо Даниэлы, есть младшая сестра Патрисия и брат Антонио.
С 1995—2002 годы была замужем за венесуэльским актёром Мигелем де Леоном, с которым вместе работала в некоторых ранних теленовеллах.
В 2002 году Габриэла и Мигель развелись и позднее она написала в автобиографии, что её бывший супруг применял к ней физическое насилие весь период их отношений.
У Габриэлы есть сын, Габриэль де Хесус (исп. Gabriel de Jesús), родившийся 7 июля 2008 года.

## Дискография

### Студийные альбомы
- «Gabriela Spanic — Total» (2005)
- «En Carne Viva» (2012)

### DVD
- «Фитнес с Габриэлой Спаник: Часть 1» (2005)
- «Фитнес с Габриэлой Спаник: Часть 2» (2006)

## Фильмография
| Год       | Название на русском             | Оригинальное название     | Роль                                     | Примечания                     |  |
| --------- | ------------------------------- | ------------------------- | ---------------------------------------- | ------------------------------ |  |
| 1991      | Жестокий мир                    | Mundo de fieras           |                                          | дебют                          |  |
| 1992      | Раненая волчица                 | La loba herida            |                                          | в титрах не указана            |  |
| 1992      | Божественная одержимость        | Divina obsesión           |                                          | в титрах не указана            |  |
| 1993      | Росанхелика                     | Rosangélica               | Карла                                    |                                |  |
| 1993      | Морена Клара                    | Morena Clara              | Линда Прадо                              | первая крупная роль            |  |
| 1994      | Только ты                       | Como tú ninguna           | Хильда Боретто                           |                                |  |
| 1996      | Судьба трёх женщин              | Quirpa de Tres Mujeres    | Эмилиана Эчеверрия Саласар               |                                |  |
| 1997      | Все ради твоей любви            | Todo Por Tu Amor          | Петра Хосефина Маркано                   |                                |  |
| 1998      | Узурпаторша                     | La usurpadora             | Паола Брачо / Паулина Мартинес           | двойная роль                   |  |
| 1999      | Больше, чем узурпаторша         | Más alla de la usurpadora | Паола Брачо / Паулина Мартинес           | двойная роль                   |  |
| 1999      | За твою любовь                  | Por tu amor               | Аврора Монтальво / Мария Монтальво Дуран | двойная роль                   |  |
| 2001      | Захватчица                      | La intrusa                | Вирхиния Мартинес / Ванесса Мартинес     | двойная роль                   |  |
| 2002—2003 | Месть                           | La Venganza               | Валентина Диас / Элена Фонтана           | двойная роль                   |  |
| 2004      | Пленница                        | Prisionera                | Гваделупа Сантос                         |                                |  |
| 2005—2007 | Решения                         | Decisiones                | Даниэала / Мариэла                       | 2 эпизода                      |  |
| 2006      | Земля страстей                  | Tierra de Pasiones        | Валерия Сан Роман                        |                                |  |
| 2010      | Хозяйка твоей любви             | Soy tu dueña              | Ивана Дорантес Ранхель                   |                                |  |
| 2011      | Императрица                     | Emperatriz                | Императриз Хурадо                        |                                |  |
| 2012      | Другая сторона души             | La otra cara del alma     | Альма Эрнандес                           |                                |  |
| 2014      | Всегда твоя… Акапулько          | Siempre tuya Acapulco     | Фернанда Монтегрео                       | в качестве приглашённой звезды |  |
| 2015      | Танцуй, если сможешь            | Baila si puedes           | в роли себя                              |                                |  |
| 2018      | Наследники                      | Heredadas                 | Альма                                    |                                |  |
| 2019      | Больше ночи                     | Más noche                 | в роли себя                              |                                |  |
| 2019      | Что это за маска?               | в роли себя               | участница шоу                            |                                |  |
| 2020      | Танцы со звездами               | в роли себя               | участница шоу                            |                                |  |
| 2021      | Если нам позволят               | Федора Монтелонго         | постоянная роль                          |                                |  |
| 2021      | Дом знаменитостей               | в роли себя               | участница шоу                            |                                |  |
| 2021      | Эта история звучит для меня как | Росарио                   |                                          |                                |  |
| 2022      | Сердце воина                    | Элиса                     | постоянная роль                          |                                |  |
| 2022      | Лучшее Рождество                |                           | главная роль                             |                                |  |
| 2022      | Секреты женщин-злодеек          | в роли себя               | главная роль                             |                                |  |
| 2023      | Лучший шеф-повар VIP-класса     | в роли себя               | участница                                |                                |  |
| 2023      | Любовь, которая обманывает      | Элиса                     |                                          |                                |  |
| 2023      | Узурпаторша: Мюзикл             |                           | фильм                                    |                                |  |
| 2024      | Жить в любви                    | Моника Риверо Куэльяр     | постоянная роль                          |                                |  |